# Reisberger Bach
Der Reisberger Bach ist ein rechter Nebenfluss der Lavant im österreichischen Bundesland Kärnten.

## Lage
Der Reisberger Bach entspringt nördlich des Speikkogels, nahe der Wolfsberger Hütte. Er fließt erst nach Osten, nach Aichberg wendet er sich nach Südosten, von Reisberg bis St. Marein wieder nach Osten. Die letzten Kilometer vor der Mündung bei Magersdorf fließt er fast parallel zur Lavant nach Süden.
Das Quellgebiet und der größte Teil seines Einzugsgebietes gehören zur Stadtgemeinde Wolfsberg. Knapp nach der Einmündung des Frauenbaches bildet er kurz die Grenze zur Stadtgemeinde Sankt Andrä, in deren Gebiet auch die Mündung bei Magersdorf liegt.

## Nebenbäche
Der Reisberger Bach hat ein Einzugsgebiet von 42,8 Quadratkilometern. Seine größten Zuflüsse sind:
| Name            | Mündungsseite | Mündungsort                          | Einzugsgebiet in km² |
| --------------- | ------------- | ------------------------------------ | -------------------- |
| Speikkogelbach  | rechts        |                                      | 03,0                 |
| Moarhaltbach    | links         | unter der Jagdhütte Waldax           | 02,2                 |
| Purstwiesenbach | links         | bei der Reisberger Verbindungsstraße | 01,3                 |
| Frauenbach      | links         | St. Marein                           | 14,3                 |
| Reinfelsbach    | links         | St. Marein                           | 02,3                 |